# 嚴浩源
嚴浩源（英語：Yim Ho-yuen），香港政治人物，曾於2018年6月至2020年2月擔任鄭松泰議員青衣長亨辦事處主任。前熱血公民成員，在網絡電台熱血時報以藝名韓賓擔任《麻甩建港聯盟》節目主持。
嚴浩源參選2019年11月24日舉行的區議會選舉，參選選區為長亨，對手是尋求連任來自民建聯的盧婉婷，結果以489票之差敗給盧婉婷。選舉後嚴浩源在工餘時依然關注區內問題，關心區內街坊健康及生活，直至2021年9月辦事處撤出，之後於健康食品公司任職。

## 經歷

### 關注長亨邨有蓋行人通道的去水設計及滲漏問題
2018年6月青衣常有大雨，長亨邨行人通道各處上蓋都出現了大大小小的瀑布，嚴浩源懷疑是行人通道去水設計差劣及去水渠口淤塞所致。嚴浩源在2018年6月8日拍攝了影片記錄後向有關部門跟進改善，商場管理處亦隨即清除去水渠口的障礙物。

### 關懷長亨獨居長者
2018年9月7日嚴浩源接到長亨邨受床蚤困擾超過一年的袁婆婆求助，立即聯絡有關服務公司尋求協助。經滅蟲師傅上門處理及專業的講解後，袁婆婆終於重拾燦爛的笑容。

### 2018長宏邨火燭事件
2018年9月9日8時，青衣長宏邨宏勇樓16樓一單位火燭，經消防員搶救兩個小時後救熄，沒有人命傷亡。大部份該幢大廈居民在午夜前可以回家，惟受影響樓層有部分居所不能解封。嚴浩源於火警發生後立即趕到現場，派發樽裝水、通報資訊，並要求民政署延長並通宵開放長亨社區會堂讓居民休息，有4戶居民需要在社區會堂過夜留宿，至翌日8時才可以回家，嚴浩源亦已聯絡社署向受影響居民提供善後協助。

### 長亨商場小店經營困難
2014年領展將長亨商場售予基滙資本，商場轉手鋪租飆升，改建迫遷，2019年11月開始商場要進行活化計劃，在商場內屹立多年的小店亦經營困難，紛紛結業。嚴浩源與各商戶積極保持溝通，了解情況，亦代表部份商戶向業主斡旋，促業主儘早提供商戶可接受的搬遷或重置的安排。
由於活化計劃在即，長亨商場十室九空，顧客寥寥無幾，商場環境產生垃圾而少人注意。2019年1月16日午飯時間，居民發現長亨商場內有老鼠在商店門外躺著不動，商場管理處人員正值午饍，居民未能找到管理員，於是去找嚴浩源尋求協助。嚴浩源得到商場清潔工的幫助，在清潔工吃午飯時間義務去清理老鼠，之後當日下午嚴浩源向長亨商場管理公司必須加強商場的環境衛生情況。

### 2019長亨邨停電事件
2019年8月25日凌晨12時受雷電影響，長亨邨亨業樓、亨緻樓、亨麗樓、亨翠樓，四座樓全座停電，嚴浩源收到居民求助立即嘗試聯絡有關維修方面，絰修人員在凌晨2時趕到長亨邨維修，於凌晨約3時各座電力回復正常。

## 外部連結
- 嚴浩源的Facebook專頁（页面存档备份，存于）
- 嚴浩源發現青衣辦事處遭毀壞（页面存档备份，存于）